# Rúben Amaral
Rúben Filipe Canedo Amaral, meglio noto come Ruben Amaral (Vila Nova de Gaia, 19 ottobre 2001), è un calciatore portoghese, difensore dell'Al-Wahda.

## Carriera
Canedo cresce nelle giovanili del Porto, giocando anche nella UEFA Youth League nel febbraio 2020. Nel successivo mese di settembre, è stato acquistato dal club della UAE Pro-League, Al-Wahda. Il 21 novembre 2020 sempre dello stesso anno ha fatto il suo debutto da professionista, giocando 61 minuti nella vittoria per 3-0 contro l'Ajman.